# Burt Lancaster

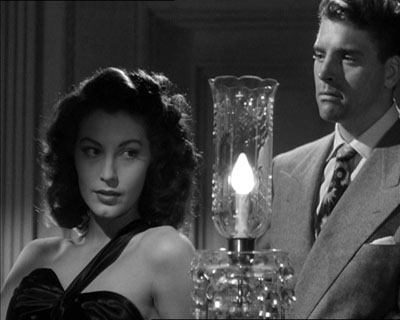
Lancaster i Ava Gardner w Zabójcach (1946).

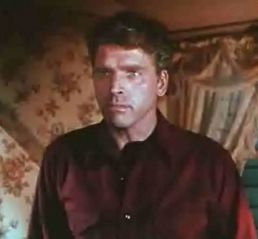
Lancaster w scenie z filmu Dolina zemsty (1951).

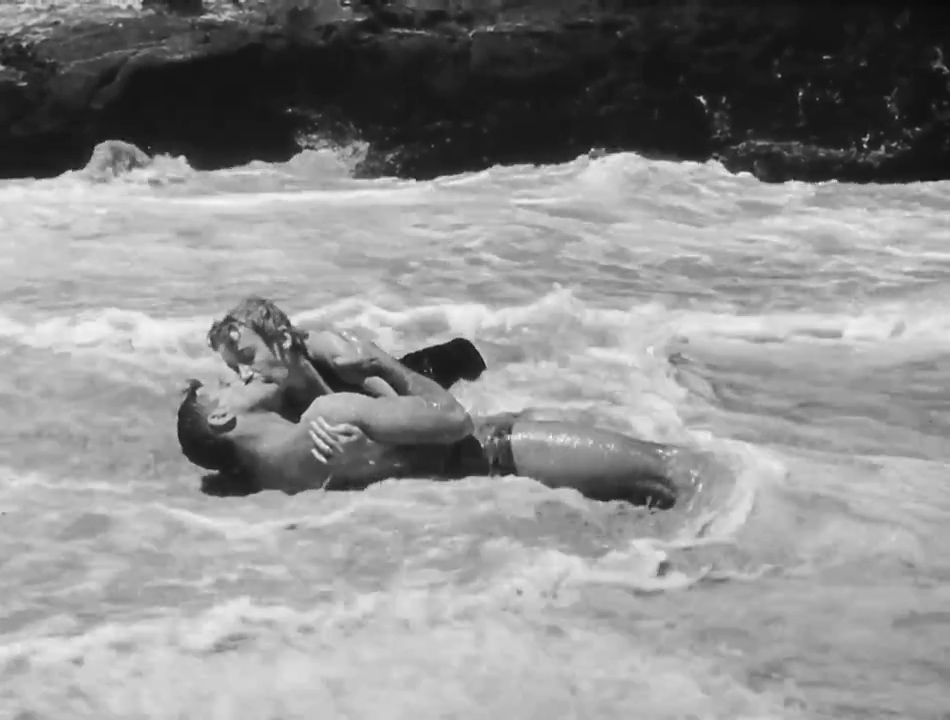
Lancaster i Deborah Kerr w Stąd do wieczności (1953).

Burton Stephen „Burt” Lancaster (ur. 2 listopada 1913 w Nowym Jorku, zm. 20 października 1994 w Los Angeles) – amerykański aktor filmowy. Laureat Oscara dla najlepszego aktora pierwszoplanowego za rolę w filmie Elmer Gantry (1960) Richarda Brooksa. American Film Institute umieścił go na 19. miejscu w rankingu „Największych amerykańskich aktorów wszech czasów” (The 50 Greatest American Screen Legends).

## Życiorys

### Wczesne lata
Urodził się na Manhattanie w Nowym Jorku przy 209 East 106. Street, między drugą a trzecią Aleją, dziś miejscu Benjamin Franklin Plaza w protestanckiej rodzinie klasy robotniczej angielskiego pochodzenia, jako jedno z pięciorga dzieci Elizabeth (z domu Roberts) i listonosza Jamesa Henry’ego Lancastera. Jego dziadkowie byli emigrantami z Belfastu.
Dorastał we wschodnim Harlemie i spędził dużą część swojego czasu na ulicy; jego wielką pasją była gimnastyka. W roku 1930 ukończył szkołę średnią DeWitt Clinton High School w nowojorskim Bronksie. W latach 1932–1939 pracował w cyrku jako akrobata. W latach 1939–1942, po urazie, dorabiał na stanowisku sprzedawcy w Marshall Field’s w Chicago. Był także strażakiem i pracował w zakładzie mięsnym. Podczas II wojny światowej, w latach 1942–1945, służył w  Armii Stanów Zjednoczonych.

### Kariera
Początkowo nie myślał o aktorstwie. Jego ówczesna żona June Ernst pracowała jako sekretarka w agencji aktorskiej, gdzie jeden z agentów namówił go, by zgłosił się na przesłuchanie do wystawianej broadwayowskiej sztuki Dźwięk polowania (1945). Przez dwa tygodnie odtwarzał rolę sierżanta Josepha Mooneya, która zwróciła na niego uwagę producentów filmowych i przyniosła mu nagrodę Theatre World Award. Na ekranie zadebiutował w dramacie kryminalnym Zabójcy (1946) w reżyserii Roberta Siodmaka, gdzie wystąpił u boku Avy Gardner. Zdobył znaczny rozgłos i pojawił się w dwóch kolejnych produkcjach w następnym roku: thrillerze Brutalna siła i dramacie kryminalnym Desert Fury.
Przez wiele lat przyjaźnił się z aktorem, Kirkiem Douglasem, z którym zagrał w sześciu filmach: I Walk Alone (1948), Pojedynek w Corralu O.K. (1957), Uczeń diabła (1959), Siedem dni w maju (1964), Zwycięstwo nad Entebbe (1976) i Twardziele (1986).
Za rolę sierżanta Miltona Wardena w melodramacie wojennym Stąd do wieczności (1953) Freda Zinnemanna otrzymał swoją pierwszą nominację do nagrody Oscara. Tytułowa kreacja w filmie Elmer Gantry (1960) przyniosła mu Oscara dla najlepszego aktora pierwszoplanowego oraz Złoty Glob. Kolejną nominację do Oscara otrzymał za postać Roberta Franklina Strouda w biograficznym dramacie Ptasznik z Alcatraz (1962) Johna Frankenheimera. Rola Lou Pascala w melodramacie kryminalnym Atlantic City (1980) Louisa Malle’a z Susan Sarandon i Michelem Piccoli po raz kolejny przyniosła mu nominację do Oscara i Złotego Globu.
Ma swoją gwiazdę (numer 6801) na hollywoodzkiej Walk of Fame.

### Życie prywatne
Był trzykrotnie żonaty: z June Ernst (w latach 1935–1946), Normą Anderson (w latach 1946–1969), z którą miał pięcioro dzieci: Jimmy’ego, Billa, Susan, Joannę i Sighle i z Susan Martin (od 10 września 1990 do jego śmierci w 1994).
Zmarł po kolejnym zawale serca w swoim domu w Los Angeles na dwa tygodnie przed 81. urodzinami.

## Filmografia
- Zabójcy (1946) jako „Szwed” Andersen
- Brutalna siła (1947) jako Joe Collins
- Przepraszam, pomyłka (1948) jako Henry Stevenson
- W pułapce miłości (1949) jako Steve Thompson/narrator
- Płomień i strzała (1950) jako Dardo Bartoli
- Dolina zemsty (1951) jako Owen Daybright
- Wróć, mała Shebo (1952) jako Doc Delaney
- Karmazynowy pirat (1952) jako kapitan Vallo
- Stąd do wieczności (1953) jako sierżant Milton Warden
- Vera Cruz (1954) jako Joe Erin
- Ostatnia walka Apacza (1954) jako Massai
- Tatuowana róża (1955) jako Alvaro Mangiacavallo
- Traper z Kentucky (1955) jako Elias Wakefield „Big Eli” (także reżyseria)
- Zaklinacz deszczu (1956) jako Bill Starbuck
- Trapez (1956) jako Mike Ribble
- Słodki smak sukcesu (1957) jako J.J. Hunsecker
- Pojedynek w Corralu O.K. (1957) jako Wyatt Earp
- Dramat w głębinach (1958) jako porucznik Jim Bledsoe
- Osobne stoliki (1958) jako John Malcolm
- Uczeń diabła (1959) jako wielebny Anthony Anderson
- Elmer Gantry (1960) jako Elmer Gantry
- Nie do przebaczenia (1960) jako Ben Zachary
- Wyrok w Norymberdze (1961) jako Ernst Janning
- Młodzi dzicy (1961) jako Hank Bell
- Ptasznik z Alcatraz (1962) jako Robert Stroud
- Lampart (1963) jako książę Fabrizio Salina
- Lista Adriana Messengera (1963)
- Dziecko czeka (1963) jako dr Matthew Clark
- Siedem dni w maju (1964) jako gen. James Mattoon Scott
- Pociąg (1964) jako Paul Labiche
- Na szlaku Alleluja (1965) jako porucznik Thaddeus Gearhart
- Zawodowcy (1966) jako Bill Dolworth
- Łowcy skalpów (1968) jako Joe Bass
- Pływak (1968) jako Ned Merrill
- Obrona zamku (1969) jako mjr. Abraham Falconer
- Cyrk straceńców (1969) jako Mike Rettig
- Port lotniczy (1970) jako Mel Bakersfeld
- Valdez przybywa (1971) jako Bob Valdez
- Szeryf (1971) jako Jered Maddox
- Ucieczka Ulzany (1972) jako McIntosh
- Skorpion (1973) jako Cross
- Zamach na prezydenta (1973) jako James Farrington
- Portret rodzinny we wnętrzu (1974) jako profesor
- Mojżesz Prawodawca (1974, miniserial) jako Mojżesz
- Buffalo Bill i Indianie (1976) jako Ned Buntline
- Wiek XX (1976) jako Berlinghieri, dziadek Alfredo
- Skrzyżowanie Cassandra (1976) jako Stephen Mackenzie
- Zwycięstwo nad Entebbe (1976) jako Szimon Peres
- Wyspa doktora Moreau (1977) jako dr Paul Moreau
- Ostatni promień blasku (1977) jako generał Lawrence Dell
- Spatranie (1978) jako major Asa Barker
- Świt Zulu (1979) jako płk. Anthony Durnford
- Atlantic City (1980) jako Lou Pascal
- Skóra (1981) jako generał Mark Wayne Clark
- Biznesmen i gwiazdy (1983) jako Felix Happer
- Weekend Ostermana (1983) jako Maxwell Danforth
- Twardziele (1986) jako Harry Doyle
- Pogrzeb wikinga (1988) jako Levi Rockwell
- Pole marzeń (1989) jako dr Archibald „Moonlight” Graham
- Przed sklepem jubilera (1989) jako jubiler
- Upiór w operze (1990) jako Gerard Carriere

## Nagrody
- Nagroda Akademii Filmowej 1960: Elmer Gantry (Najlepszy Aktor Pierwszoplanowy)